# Team A 7th Stage「獻給M.T.」

AKB48官方 對Team A 7th Stage「獻給M.T.」的宣傳標誌

Team A 7th Stage「獻給M.T.」（羅馬化：Chīmu Ē sebun sutēji "Emu Tyī ni sasagu"）是AKB48 Team A的第7台劇場公演。

## 概要
Team A的第7台劇場公演，在第五屆AKB48紅白2015年12月17日發表，同時也是在AKB48劇場在Team A 6th Stage「目擊者」公演後睽違5年6個月後的全新公演，也是橫山Team A第一次以新隊制進行公演。原本在2013年8月23日五大巨蛋巡迴演唱會上曾公布於2014年3月14日有新公演，但因故推迟。
而本公演名稱《獻給M.T.》中的「M.T.」為姓名縮寫，指的是AKB48家族第一任總監督高橋南 （)。

## 公演内容

### 曲目
1. 《overture》
（作曲、编曲：尾澤拓实（日语：尾澤拓実）　歌：TAZ）
2. 《開始吧。》（始まる。）
3. 《Prime time》
4. 《為你探尋》（探してあげる）
5. 《薰衣草草原》（ラベンダーフィールド）
6. 《改變的日程表》（リスケ）
7. 《制服比基尼》（制服ビキニ）
8. 《She's gone》
9. 《夢中Kiss me！》（夢でKiss me!）
10. 《敗家男》（負け男）
11. 《鏡花水月》（月と水鏡）
12. 《門前仲町之舞》（門前仲町ダンス）
13. 《今夜、Gloria會在誰的懷裡？》（今夜、グロリアは誰に抱かれる?）
14. 《複製&貼上》（コピー&ペースト）
15. 《獻給M.T.》（M.T.に捧ぐ）

#### 安可曲
1. 《Show不會結束》（ショーは終わらない）
2. 《眨眼的子彈》（ウィンクの銃弾）
3. 《淚水會在何日》（涙はいつの日か）

### 演出
- 《改變的日程表》中，會在舞台中央的布幕上播放沙畫。
- 《敗家男》中，會有一名成员以男裝客串演出。
- 《獻給M.T.》中，會在舞台中央的布幕上放映高橋南的過去影片。

## AKB48 Team A 7th Stage「獻給M.T.」公演
- 公演期間：2016年2月10日－2018年5月16日

- 出演成員
  - Team A：入山杏奈、岩田華怜、大家志津香、大和田南那、小笠原茉由、小嶋菜月、小嶋陽菜、佐佐木優佳里、島崎遙香、白間美瑠、田北香世子、谷口惠、中西智代梨、中村麻里子、平田梨奈、樋渡結依、前田亚美、宮崎美穗、宮脇咲良、山田菜菜美、橫山由依
  - 其他队伍的成员：村山彩希（Team 4）、市川愛美（Team K）、岡田彩花（Team 4）、茂木忍（Team K）、伊豆田莉奈（Team 4）、達家真姬寶（Team B）、湯本亞美（Team K）

- 分組曲成員（◎代表Center）

| 分組曲               | 公演初日演唱成員           | 代役或接替已畢業成員位置之表演者           |
| -------------------- | -------------------------- | ------------------------------------------ |
| 改變的日程表         | 小嶋陽菜                   | 岩田華怜、前田亚美、中村麻里子、小笠原茉由 |
| 改變的日程表         | 島崎遙香                   | 入山杏奈、大和田南那                       |
| 制服比基尼           | ◎大和田南那                | 小嶋菜月                                   |
| 制服比基尼           | 山田菜菜美                 | 小嶋菜月、岡田彩花、田北香世子、達家真姬寶 |
| 制服比基尼           | 樋渡結依                   | 市川愛美、小嶋菜月、湯本亞美               |
| She's gone           | ◎入山杏奈                  | 佐佐木優佳里                               |
| She's gone           | ◎白間美瑠                  | 平田梨奈、岡田彩花、伊豆田莉奈             |
| She's gone           | 佐佐木優佳里               | 村山彩希、平田梨奈                         |
| She's gone           | 谷口惠                     |                                            |
| 夢中Kiss me！        | 宮脇咲良                   | 樋渡結依                                   |
| 敗家男               | ◎宮崎美穗                  | 大家志津香、中西智代梨                     |
| 敗家男               | 大家志津香                 | 田北香世子、平田梨奈、市川愛美             |
| 敗家男               | 小笠原茉由                 | 岡田彩花                                   |
| 敗家男               | 中西智代梨                 | 岡田彩花                                   |
| 敗家男               | 中村麻里子                 | 茂木忍                                     |
| 《敗家男》的男装成员 | 岩田華怜（角色名是岩鹰怜） | 前田亚美、谷口惠                           |
| 鏡花水月             | 橫山由依                   | 宮崎美穗                                   |

## 外部連結
- YouTube上的AKB48 TeamA新公演告知映像 / AKB48
- YouTube上的2013年 AKB48 團體新公演決定公開之通知 / AKB48